# ブルガリア革命中央委員会
ブルガリア革命中央委員会（ブルガリア語:ブルガリア語: Български революционен централен комитет; БРЦК / Balgarski Revolyutsionen Tsentralen Komitet; BRCK）はブルガリアの革命組織。1869年に、ルーマニア在住のブルガリア人の移民の集団によって設立された。

## 概要
1869年にリュベン・カラヴェロフ（Любен Каравелов / Lyuben Karavelov）によって発刊された新聞「Svoboda」による影響が委員会設立へとつながった。ブルガリア革命中央委員会の設立と活動に関わった革命家には、他にパナヨト・ヒトフ（Панайот Иванов Хитов / Panayot Hitov）、ヴァシル・レフスキ（Васил Левски / Vasil Levski）、ディミタル・ツェノヴィチ（Димитър Ценович / Dimitar Tsenovich）などがいる。
カラヴェロフは1870年にブルガリア革命中央委員会の議長に選出された。カラヴェロフはまた、委員会の最初の憲章を策定した。憲章ではブルガリア全土での革命を通じてのブルガリア解放と、民主的な共和国の設立を目指すとし、1870年の8月1日にジュネーヴで公布された。
1871年の末に、カラヴェロフと、別のブルガリアの革命団体である内部革命組織（Вътрешна революционна организация; ВРО / Batreshna Revolyutsionna Organizatsiya; VRO）の指導者ヴァシル・レフスキは、共にオスマン帝国に対する武力闘争によるブルガリア解放を目指し、ブルガリア内外の組織が協力することで一致した。この終局として、1872年5月にブカレストで行われた会合で、両者は共通の憲章と規則を作成し、共に受容。両者を「ブルガリア革命中央委員会」の名称で統合することを決定した。規則と組織の統合はカラヴェロフとレフスキの双方の歩み寄りによって実現された。
ブルガリアにおける委員会のネットワークは会合によって目に見えて拡大し、委員会のうちディミタル・オプシュティ（Димитър Общи / Dimitar Obshti）が率いる一派が、闘争資金を集めるためにソフィア近くでオスマン帝国の郵便局を攻撃したときには、蜂起の準備は十分に進められていた。この強盗行動によってソフィア周辺での委員会の活動家は当局からの危険にさらされることになり、ヴァシル・レフスキが1873年2月18日に絞首刑にされる原因となった。
ソフィア周辺での組織のネットワークが壊滅し、レフスキが死去したことにより、ブルガリア革命中央委員会は活動に大きく支障をきたすようになった。レフスキの後継者選びにも失敗し、「Svoboda」紙はルーマニア当局による発禁処分にされた。カラヴェロフはオスマン帝国への身柄引き渡しを恐れ、ルーマニアを脱出せざるを得なくなった。1874年、カラヴェロフは再び組織の識見を掌握し、二度目の会合をブカレストで行おうと試みたが、他の委員はカラヴェロフを非難し、カラヴェロフは1875年3月に組織を去った。
カラヴェロフに変わって組織を掌握したのは、革命家で詩人、「Zname」紙の編集者であったフリスト・ボテフ（Hristo Botev）であった。1875年8月、ボテフ周辺の一派は3度目の会合を開き、同年9月にブルガリアで蜂起を起こすことを決定した。そのための準備期間は不十分なものであり、スタラ・ザゴラの委員会のみが小規模な蜂起を組織するに留まり、すぐにオスマン帝国の警察によって鎮圧された。蜂起の失敗とボテフによる活動資金の着服への非難は、ボテフの退陣を余儀ないものとした。そのわずか後には組織は解体されたが、1875年の11月に新たな武装蜂起（4月蜂起）のためにジュルジュにて組織は再結成された。